# بکاه شی
بکاه شی (به انگلیسی: Beckah Shae) با نام اصلی ربکا شوکلی (به انگلیسی: Rebecca Shocklee) (زاده ۱ سپتامبر ۱۹۷۸) خواننده، ترانه‌سرا آمریکایی است.